# Bathyplectes incisus
Bathyplectes incisus là một loài tò vò trong họ Ichneumonidae.